# Schizonycha distincta
Schizonycha distincta är en skalbaggsart som beskrevs av Moser 1914. Schizonycha distincta ingår i släktet Schizonycha och familjen Melolonthidae. Inga underarter finns listade i Catalogue of Life.